# Rob van Koningsbruggen
Rob van Koningsbruggen (Den Haag, 23 september 1948) is een Nederlandse abstract schilderende kunstenaar, die aanvankelijk als informeel kunstenaar begon en als zodanig vele schrijfsels maakte op papier.

## Biografie
Van Koningsbruggen is opgeleid aan de Koninklijke Academie van Beeldende Kunsten en de Vrije Academie, beide te Den Haag en aan Ateliers '63 (Haarlem). Hij begon rond 1974 op 'informele' wijze zijn geschoven 'schuif'schilderijen te maken door verf op één doek te zetten en een tweede doek daaroverheen te schuiven; zo ontstonden er automatisch min of meer evenwijdige banen van verf op beide doeken die hij dan ook meestal als een tweeluik of vierluik presenteerde. Het ene doek was de kwast voor het andere doek. Deze techniek van werken zag Van Koningsbruggen als een informele schildersmethode waarbij het resultaat van het schilderij anoniem ontstaat, zonder veel invloed van het persoonlijke handschrift van de maker. Het informele idee staat centraal in deze periode.
Vanaf 1980 werden kleuren belangrijker in zijn werk. Zo ontwikkelde hij een eigen kleurcirkel. Zijn latere schilderijen worden veelal gekenmerkt door eenvoudige vormen zoals een cirkel, een rechthoek of een trechter.

## Exposities
Van Koningsbruggen had een aantal grote solo-exposities in onder meer het Stedelijk Museum van Amsterdam (1977) en het Boymans van Beuningen (1987) en een grote overzichtstentoonstelling in het Gemeentemuseum van Den Haag (2002).

## Trivia
In 2007 werd Van Koningsbruggen veroordeeld tot celstraf wegens brandstichting. Op 16 maart 2015 handhaafde de voorzieningenrechter in kort geding het toegangsverbod dat het Stedelijk Museum hem oplegde, omdat hij dreigde om schilderijen van Marlene Dumas en Luc Tuymans te vernielen.

## Links
- 'Rob van Koningsbruggen - Schilderijen 2003-2019', expositie-tekst 2020, Kunstmuseum Den Haag
- 'Rob van Koningsbruggens doeken hebben de kracht van een rechtse directe' artikel van Edo Dijksterhuis - Het Parool, 8 november 2019
- 'Ik wil een ontdekking doen', artikel van Peter Henk Steenhuis - Trouw, 29 maart 2003
- 'Rob van Koningsbruggen, een schilder zonder program', artikel van Fons Heijnsbroek 2007, op Internet Archive

- Bibliothèque nationale de France: cb14441511h (data)
- Gemeinsame Normdatei: 118886266
- International Standard Name Identifier: 0000 0000 8331 7644
- Library of Congress Control Number: n92076544
- Nederlandse Thesaurus van Auteursnamen: 068458762
- RKD-Nederlands Instituut voor Kunstgeschiedenis: 45653
- Système universitaire de documentation: 083710345
- Union List of Artist Names: 500080015
- Virtual International Authority File: 118329139
- WorldCat: E39PBJm4V39DmXCGfjP8Ybc3wC